# Det døde Skib
Det døde Skib er en dansk stumfilm fra 1920 med instruktion og manuskript af A.W. Sandberg.

## Handling
Denne artikel mangler et handlingsreferat. Hjælp os med at skrive det.

## Medvirkende
- Valdemar Psilander - Frank Carrel
- Alfred Møller - Harry Carrel, Franks onkel
- Robert Schmidt - Vittorio Carrel, Franks fætter
- Stella Lind - Lucretia, en eventyrerske
- Bertel Krause - Tom Bell, kaptajn
- Else Frölich - Nancy Bell, Toms datter
- Gudrun Houlberg - John, skibsdreng
- Marius Egeskov - V. de Neer, præst
- Peter Jørgensen